# Foluo (köpinghuvudort i Kina, Hainan Sheng, lat 18,58, long 108,73)
Foluo (kinesiska: 佛罗, 佛罗镇) är en köpinghuvudort i Kina. Den ligger i provinsen Hainan, i den södra delen av landet, omkring 230 kilometer sydväst om provinshuvudstaden Haikou. Antalet invånare är 33 844. Befolkningen består av 16 538 kvinnor och 17 306 män. Barn under 15 år utgör 25,0 %, vuxna 15-64 år 67 %, och äldre över 65 år 7,0 %.
Runt Foluo är det ganska tätbefolkat, med 185 invånare per kvadratkilometer. Närmaste större samhälle är Huangliu, 10,8 km sydost om Foluo. Omgivningarna runt Foluo är en mosaik av jordbruksmark och naturlig växtlighet.
Genomsnittlig årsnederbörd är 1 491 millimeter. Den regnigaste månaden är augusti, med i genomsnitt 262 mm nederbörd, och den torraste är januari, med 11 mm nederbörd.